# Praga

Logo

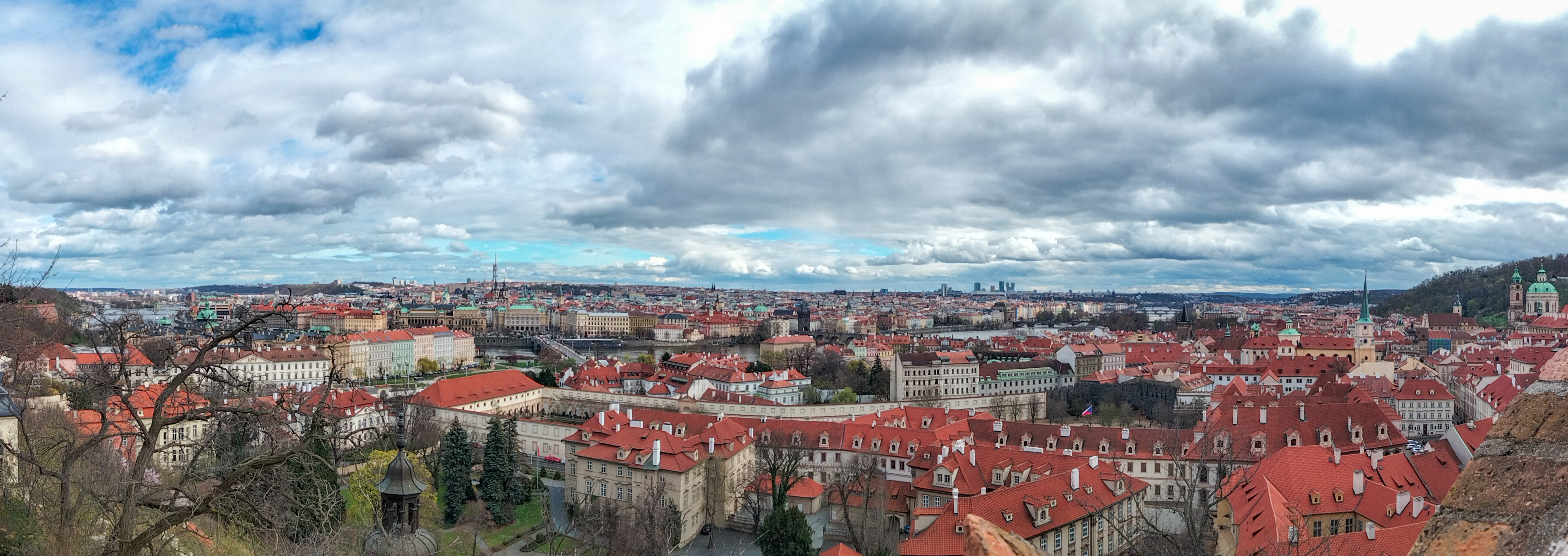
Panoramica di Praga vista dal Castello

Praga (in ceco Praha, AFI: [ˈpraɦa] ; in tedesco Prag; in yiddish פּראָג‎?, Prog) è la capitale della Repubblica Ceca. Centro politico e culturale della Boemia e dello Stato ceco, per oltre cent'anni, tra il XIV e il XV secolo, fu anche capitale del Sacro Romano Impero. Tra i suoi soprannomi vanno ricordati "La madre delle città" (Praha matka měst in ceco), "Città delle cento torri" (Stověžatá Praha in ceco) e "Città d'oro" (Zlaté město in ceco).
Capitale della Cecoslovacchia dal 1918 al 1939 e dal 1945 al 1992, Praga è un centro culturale e turistico di fama mondiale. Situata sul fiume Moldava (Vltava), conta approssimativamente 1,3 milioni di abitanti (2,3 con l'area metropolitana). Il suo centro storico è stato incluso nel 1992 nella lista dei patrimoni dell'umanità dell'UNESCO.

## Geografia fisica

### Territorio
Praga si trova nella parte centro-occidentale della Repubblica Ceca, al centro della regione storica della Boemia, ed è attraversata dal fiume Moldava, nel quale confluisce, presso il quartiere di Lahovice, il fiume Berounka. Tra le grandi città più vicine vi sono Brno, seconda città del paese; Dresda e Norimberga in Germania; Linz in Austria; Breslavia in Polonia.
La città di Praga si sviluppa su nove colli, di cui il più alto è il Petřín.

### Clima
Il clima della città secondo Köppen è di tipo Cfb o Dfb (se si considera 0 °C come limite per questo tipo di clima; in ogni caso la media delle temperature di gennaio, ovvero −2,4 °C, è vicina alla definizione originaria di Köppen per il tipo D) con inverni relativamente lunghi e rigidi e abbondanti nevicate (60-70 cm) che iniziano solitamente da metà novembre.
Le temperature in pieno inverno possono rimanere sotto lo zero anche di giorno e le minime possono scendere fino a −20 °C.
Le estati sono tiepide, talvolta calde con temperature medie vicine ai 20 °C nelle zone meno elevate della città (media di luglio oltre 17,5 °C all'aeroporto oltre 350 metri slm) ma che possono superare i 30 °C durante le giornate assolate in piena stagione.
Le mezze stagioni sono abbastanza miti; i mesi più piovosi sono maggio e quelli estivi. Nella tabella sottostante sono indicate le medie del trentennio 1981-2010 registrate all'aeroporto di Praga-Ruzyně.
| Praga-Ruzyně (1981-2010) Fonte: | Mesi         | Mesi         | Mesi         | Mesi        | Mesi        | Mesi        | Mesi        | Mesi        | Mesi        | Mesi        | Mesi         | Mesi         | Stagioni | Stagioni | Stagioni | Stagioni | Anno    |
| Praga-Ruzyně (1981-2010) Fonte: | Gen          | Feb          | Mar          | Apr         | Mag         | Giu         | Lug         | Ago         | Set         | Ott         | Nov          | Dic          | Inv      | Pri      | Est      | Aut      | Anno    |
| ------------------------------- | ------------ | ------------ | ------------ | ----------- | ----------- | ----------- | ----------- | ----------- | ----------- | ----------- | ------------ | ------------ | -------- | -------- | -------- | -------- | ------- |
| T. max. media (°C)              | 1,3          | 3,0          | 8,1          | 14,3        | 19,2        | 21,8        | 24,4        | 23,8        | 18,9        | 13,1        | 6,0          | 2,0          | 2,1      | 13,9     | 23,3     | 12,7     | 13,0    |
| T. media (°C)                   | −1,4         | −0,4         | 3,6          | 8,4         | 13,4        | 16,1        | 18,2        | 17,8        | 13,5        | 8,5         | 3,1          | −0,3         | −0,7     | 8,5      | 17,4     | 8,4      | 8,4     |
| T. min. media (°C)              | −4,0         | −3,6         | 0,0          | 2,9         | 8,2         | 10,8        | 12,7        | 12,6        | 8,8         | 4,7         | 0,6          | −2,7         | −3,4     | 3,7      | 12,0     | 4,7      | 4,3     |
| T. max. assoluta (°C)           | 17,4 (1993)  | 20,5 (2008)  | 24,8 (2021)  | 30,8 (2012) | 33,9 (2005) | 38,7 (2019) | 38,6 (2007) | 39,4 (2012) | 34,8 (2015) | 27,4 (2009) | 20,5 (2010)  | 17,4 (1961)  | 20,5     | 33,9     | 39,4     | 34,8     | 39,4    |
| T. min. assoluta (°C)           | −27,5 (1930) | −27,1 (1929) | −27,6 (1785) | −8,0 (1900) | −1,6 (1864) | 3,6 (1962)  | 7,7 (2018)  | 6,4 (1980)  | 0,7 (1877)  | −7,5 (1920) | −16,9 (1858) | −24,8 (1853) | −27,5    | −27,6    | 3,6      | −16,9    | −27,6   |
| Nuvolosità (okta al giorno)     | 6,7          | 6,2          | 6,2          | 5,7         | 5,8         | 6,1         | 5,7         | 5,6         | 6,0         | 6,6         | 7,7          | 7,9          | 6,9      | 5,9      | 5,8      | 6,8      | 6,4     |
| Precipitazioni (mm)             | 22           | 23           | 28           | 28          | 73          | 66          | 79          | 65          | 42          | 27          | 30           | 28           | 73       | 129      | 210      | 99       | 511     |
| Giorni di pioggia               | 11           | 10           | 13           | 13          | 16          | 15          | 16          | 14          | 15          | 16          | 16           | 14           | 35       | 42       | 45       | 47       | 169     |
| Giorni di neve                  | 13           | 12           | 8            | 2           | 0,1         | 0,0         | 0,0         | 0,0         | 0,0         | 1,0         | 6,0          | 13,0         | 38,0     | 10,1     | 0,0      | 7,0      | 55,1    |
| Giorni di nebbia                | 6            | 4            | 3            | 1           | 2           | 1           | 1           | 1           | 4           | 7           | 9            | 6            | 16       | 6        | 3        | 20       | 45      |
| Umidità relativa media (%)      | 86           | 83           | 77           | 69          | 70          | 71          | 70          | 71          | 76          | 81          | 87           | 88           | 85,7     | 72       | 70,7     | 81,3     | 77,4    |
| Ore di soleggiamento mensili    | 50,0         | 72,4         | 124,7        | 167,6       | 214,0       | 218,3       | 226,2       | 212,3       | 161,0       | 120,8       | 53,9         | 46,7         | 169,1    | 506,3    | 656,8    | 335,7    | 1 667,9 |
| Vento (direzione-m/s)           | SW 4,5       | SW 4,3       | W 4,5        | W 3,9       | W 3,6       | W 3,5       | W 3,5       | W 3,5       | SW 3,8      | SW 3,9      | SW 4,2       | SW 4,6       | 4,5      | 4,0      | 3,5      | 4,0      | 4,0     |

## Storia

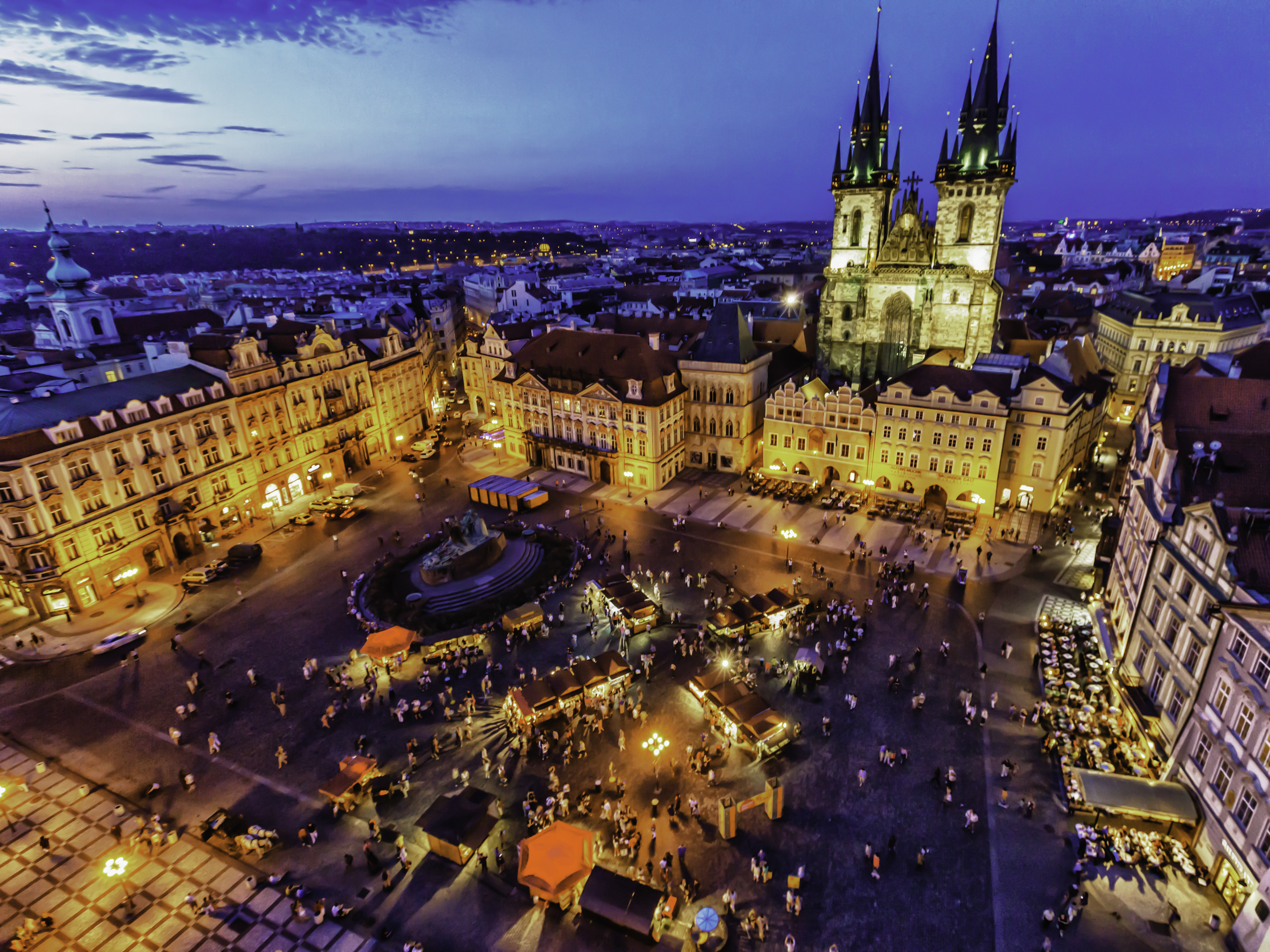
Piazza della Città Vecchia.

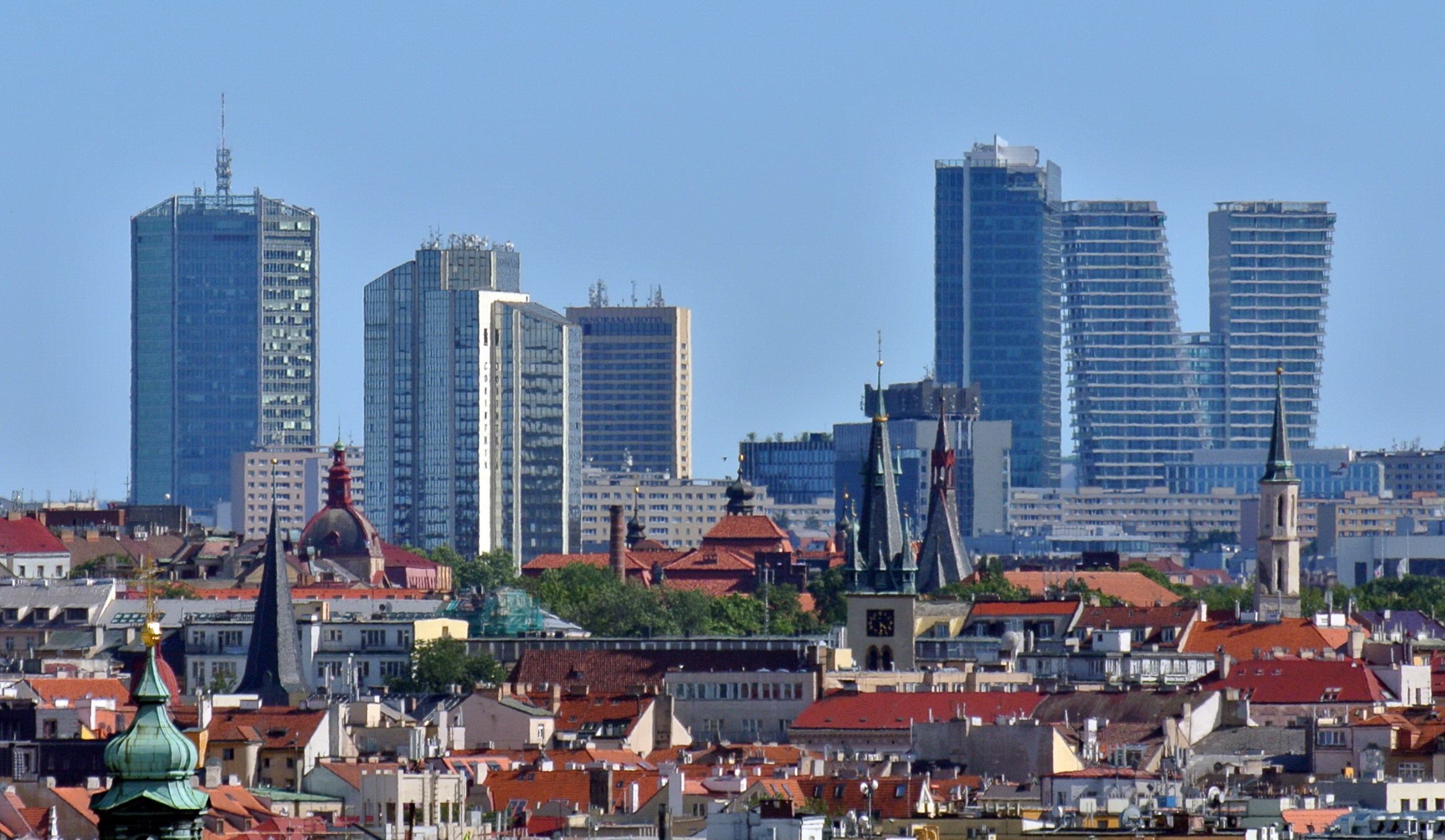
Grattacieli a Praga.

### L'era asburgica
Il 6 maggio 1757 nei pressi della città si svolse la Battaglia di Praga che vide fronteggiarsi l'esercito prussiano, guidato dallo stesso re Federico II di Prussia, e quello austriaco, guidato dal principe Carlo Alessandro di Lorena. I prussiani vinsero e misero la città in stato di assedio ma non riuscirono a conquistarla; nel luglio dello stesso anno dovettero togliere l'assedio a causa della sconfitta subita a Kolin.
Le quattro città indipendenti che precedentemente formavano Praga, vennero proclamate come unica città nel 1784.
Queste quattro città erano Hradčany (il Castello, a ovest della Moldava), Malá Strana ("piccolo quartiere", nell'area a sud del Castello), Staré Město (la Città Vecchia, sulla riva orientale opposta al Castello) e Nové Město (la Città Nuova, a sud-est).
La città subì un'ulteriore espansione con l'annessione di Josefov (il quartiere ebraico) nel 1850 e Vyšehrad nel 1883.

### XX secolo
Agli inizi del 1922, altre 38 municipalità vennero incorporate, portando la popolazione a 676 000 unità. La maggior parte dei 50 000 ebrei di Praga morì a causa del genocidio nazista durante la seconda guerra mondiale.
Nel 2002 la Moldava esondò, alluvionando pesantemente il centro cittadino e provocando seri danni ai monumenti storici e all'economia della città. Questi danni furono rapidamente riparati.

### Cronologia di momenti importanti nella storia di Praga

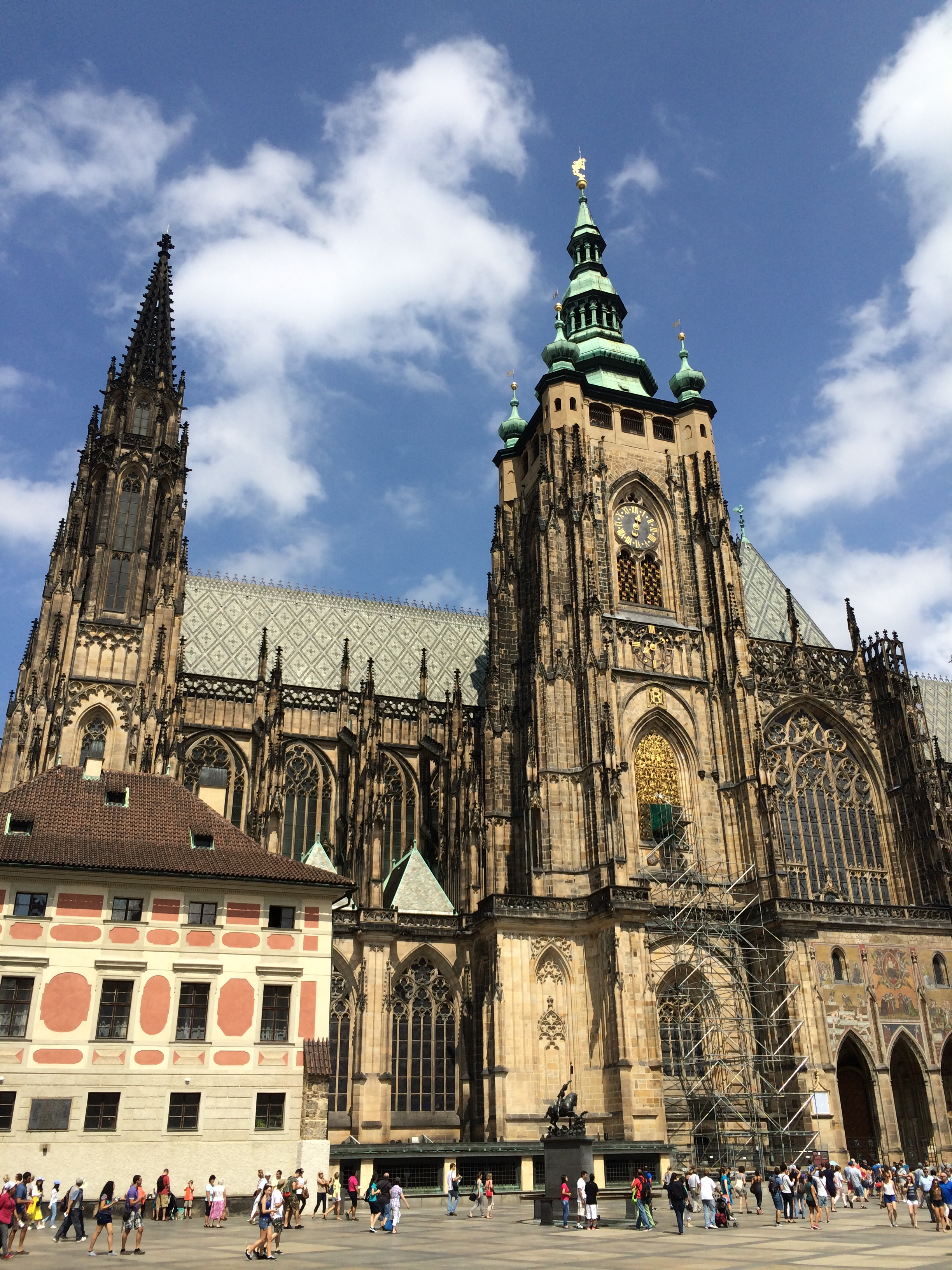
La Cattedrale di San Vito

- Iscrizione sulla Croce dedicata a Jan Palach e Jan Zajíc in Piazza San VenceslaoLa Jiřská ulice al Castello di PragaLa Cattedrale di San Vito1348: fondazione della Città Nuova, l'area di Praga viene quasi raddoppiata;

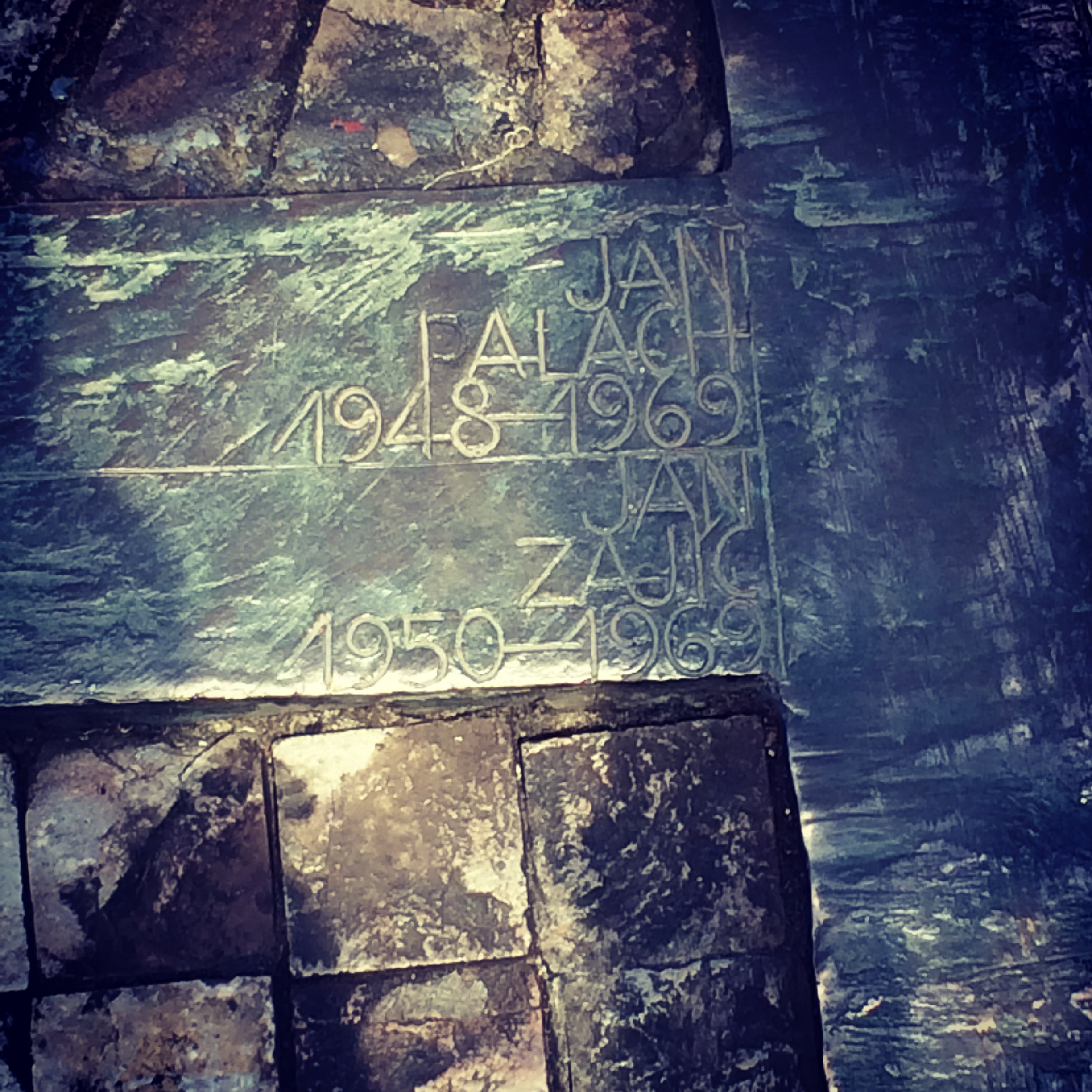
Iscrizione sulla Croce dedicata a Jan Palach e Jan Zajíc in Piazza San Venceslao

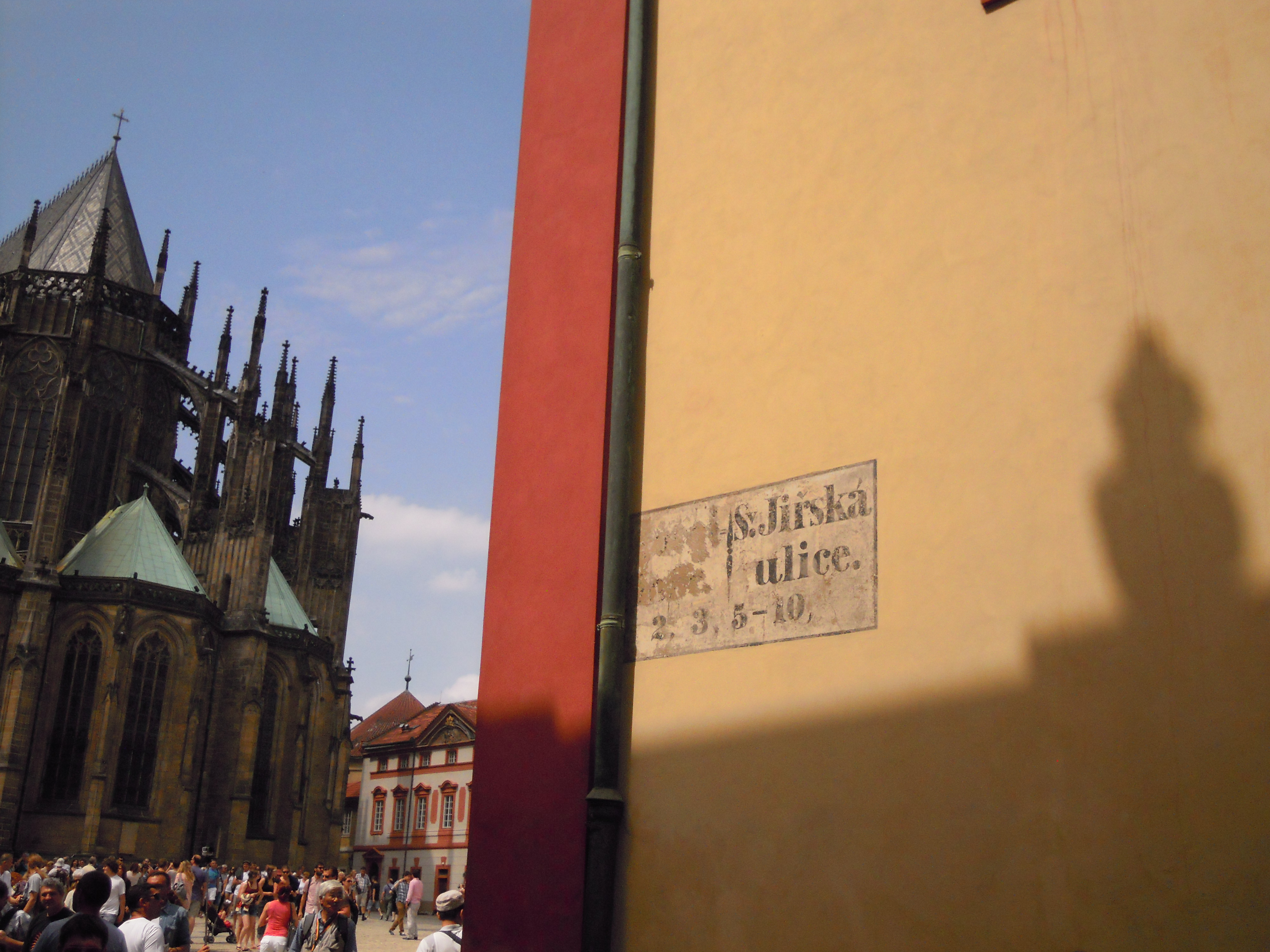
La Jiřská ulice al Castello di Praga

- 1391: fondazione della Cappella di Betlemme dove predicò il teologo e riformatore religioso Jan Hus;
- 1419: Prima defenestrazione di Praga;
- 1483: Seconda defenestrazione di Praga;
- 1526: Praga – con l'intera Boemia – passa sotto la corona asburgica fino al 1918;
- 1618: Terza defenestrazione di Praga, che provocò la guerra dei trent'anni;
- 1939: il 15 marzo Praga diventa la capitale del Protettorato di Boemia e Moravia, diventando di fatto capitale di un paese satellite della Germania nazista;
- 1945: il 9 maggio, in seguito alla rivolta di Praga, liberazione di Praga da parte dell'Armata Rossa sovietica;
- 1968: Primavera di Praga e repressione da parte dell'esercito sovietico;
- 1969: durante la Primavera di Praga, in Piazza San Venceslao, uno studente praghese, Jan Palach, si diede fuoco per protestare contro la brutale invasione delle truppe  sovietiche;
- 1989: Rivoluzione di Velluto;
- 1993: è l'anno della pacifica divisione tra le due regioni dell'ex repubblica, che adesso formano due stati indipendenti: la Repubblica Ceca – capitale Praga – e la Repubblica Slovacca – capitale Bratislava.

## Monumenti e luoghi d'interesse
Praga è una nota città turistica, visitata annualmente da circa 6 000 000 di persone. Ci sono molte case antiche, alcune delle quali con splendidi murali. Contiene una delle più variegate collezioni di architettura del mondo, dall'Art Nouveau (lo stile art nouveau di Praga prende il nome di "stile secese"), al barocco, cubismo, gotico, neoclassico e ultramoderno.
Tra le principali attrazioni turistiche troviamo Staré Město, alcuni luoghi legati a Franz Kafka, Malá Strana, Hradčany con il Castello di Praga, il Vicolo d'Oro (la leggenda vuole che in queste casette sghembe abbiano lavorato gli alchimisti incaricati da Rodolfo II della ricerca della pietra filosofale) e la Cattedrale di San Vito (dove sono conservate le reliquie più importanti della Chiesa cattolica boema: quelle dei santi Vito, Venceslao, Adalberto, Sigismondo e Giovanni Nepomuceno, patrono della Boemia), il Ponte Carlo (Karlův most; il gotico ponte Carlo è uno dei più importanti monumenti dell'architettura medievale in Boemia), il Muro di Lennon, il vecchio cimitero ebraico e il quartiere di Nové Město con il suo municipio, Novoměstská radnice.

## Società

### Evoluzione demografica
| Data | Popolazione                            |
| ---- | -------------------------------------- |
| 1230 | circa 3-4 000 abitanti1                |
| 1370 | circa 40 0002                          |
| 1600 | circa 60 000                           |
| 1804 | 76 000 abitanti                        |
| 1837 | 105 500                                |
| 1850 | 118 400 (157 200 compresi i sobborghi) |
| 1880 | 162 300 (314 400 compresi i sobborghi) |
| 1900 | 201 600 (514 300 compresi i sobborghi) |
| 1925 | 718 300                                |
| 1950 | 931 500                                |
| 1980 | 1 182 800                              |
| 1998 | 1 193 300                              |
| 2006 | 1 289 100                              |
| 2011 | 1 534 340                              |

- 1La registrazione del 1230 include solo Staré Město
- 2Le registrazioni del 1370 e del 1600 includono Staré město, Nové Město, Malá Strana e i quartieri di Hradčany

I numeri relativi ad altri anni indicano la popolazione di Praga all'interno dei confini amministrativi della città in quell'anno.

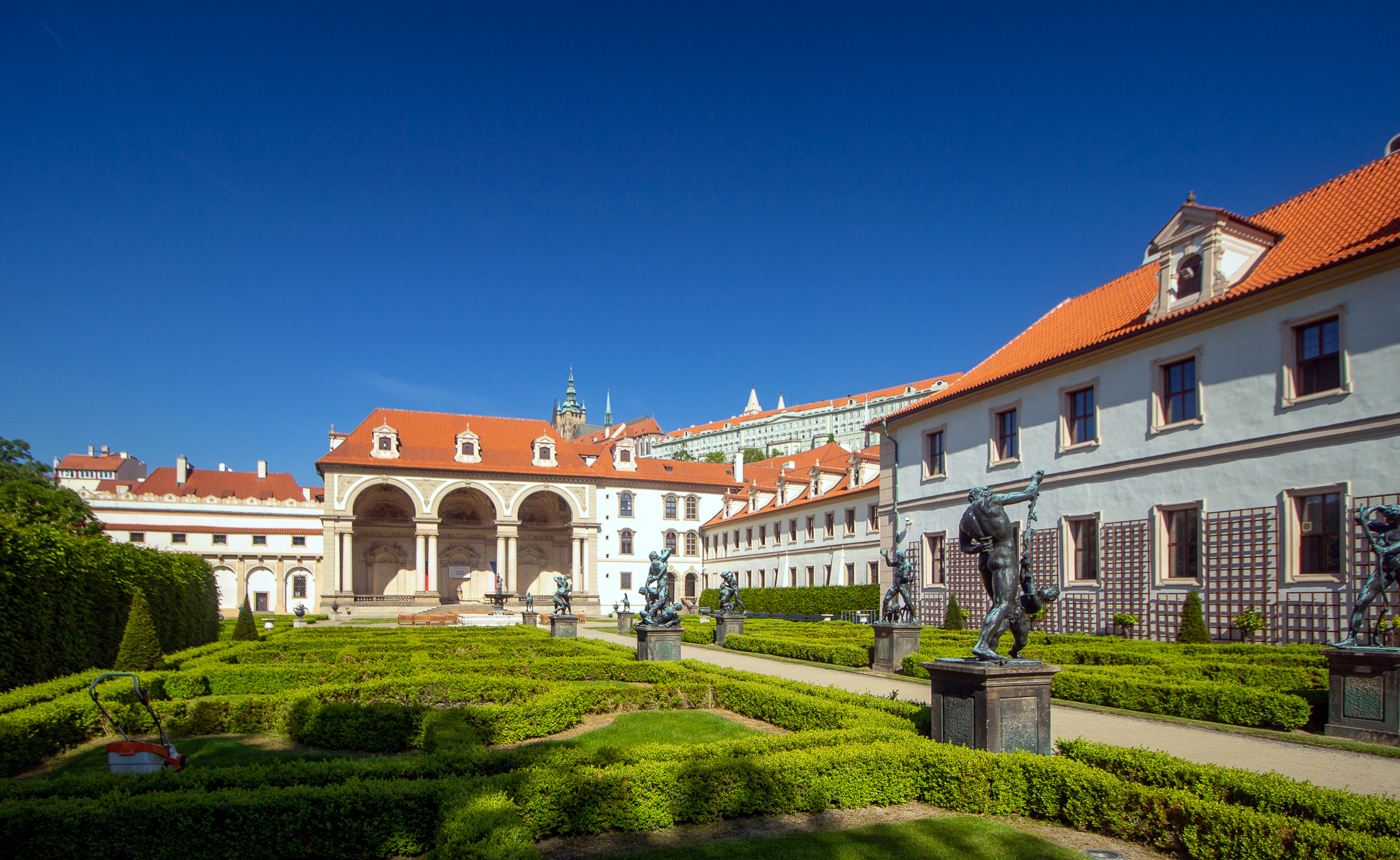
Giardino di Palazzo Wallenstein.

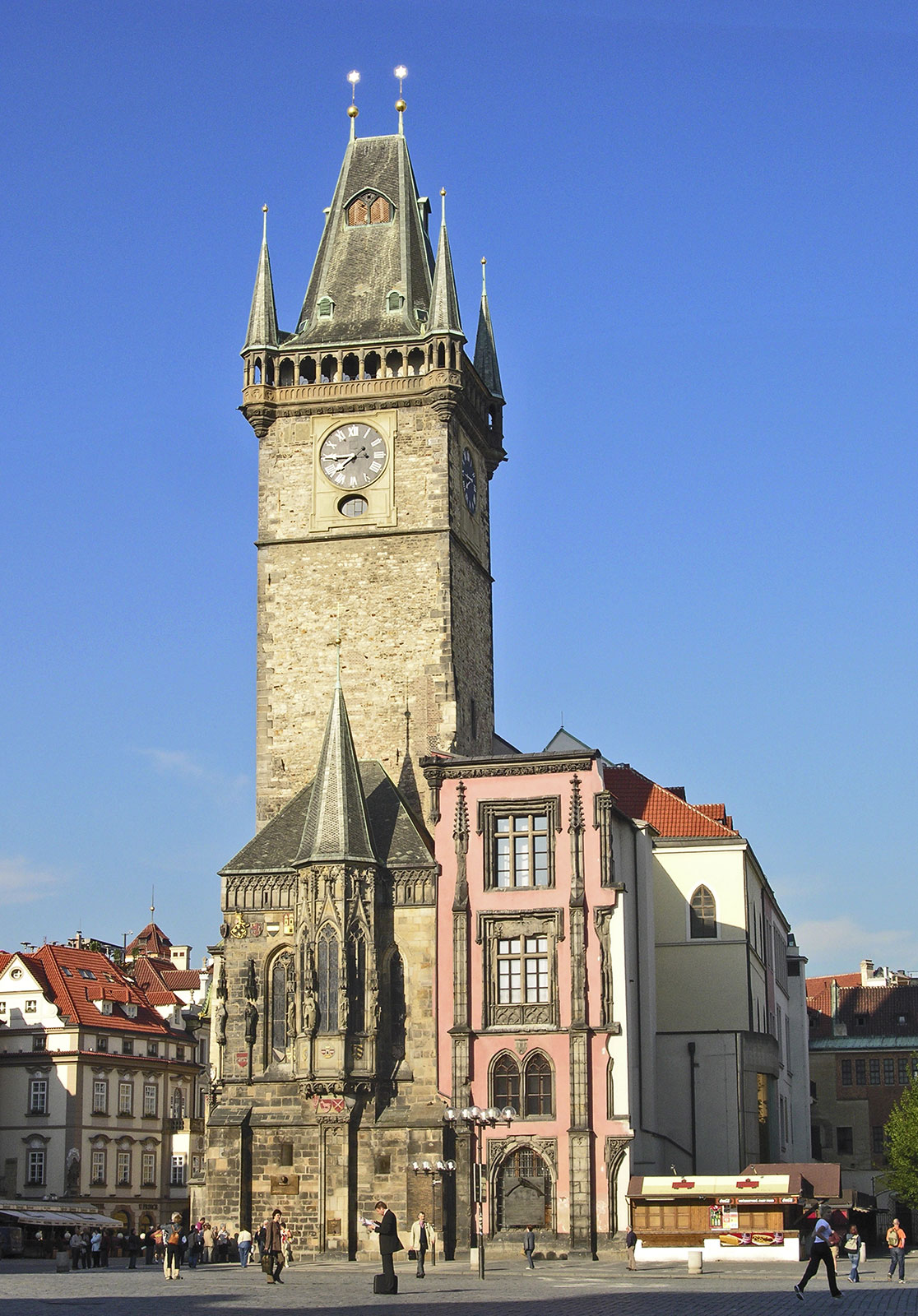
La torre del municipio della Città Vecchia.

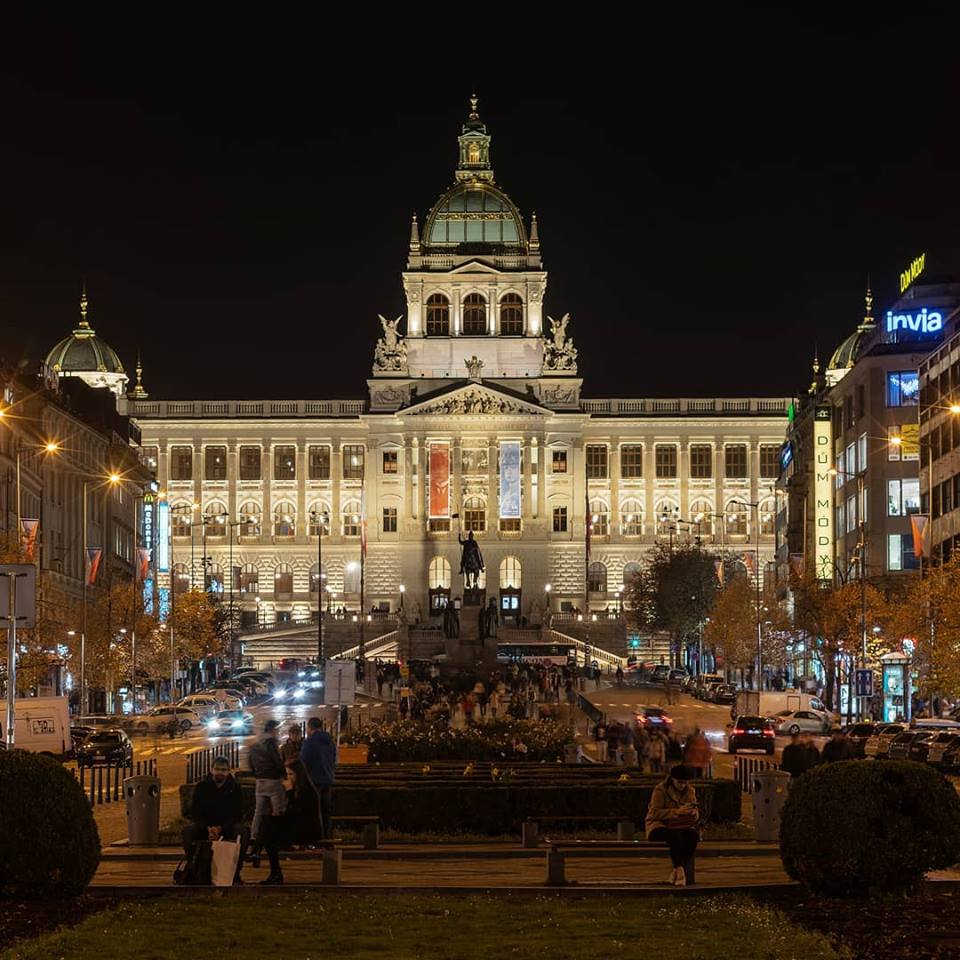
Una veduta notturna del Museo Nazionale.

## Cultura

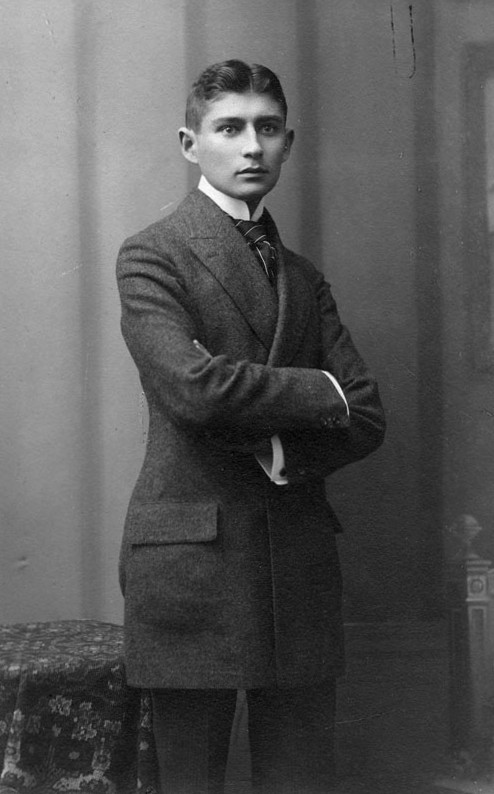
Franz Kafka, il più celebre scrittore praghese e ceco.

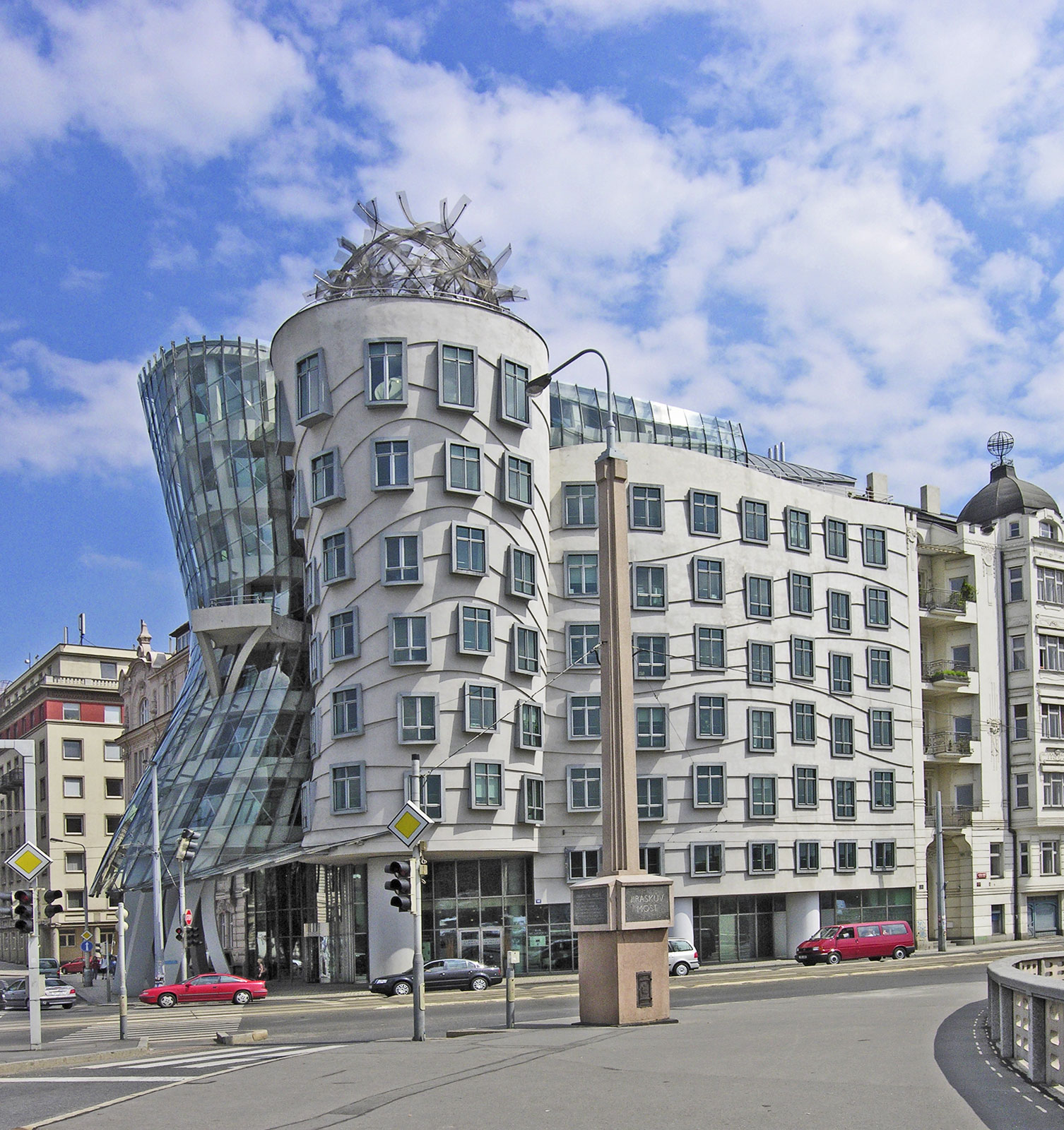
La Casa danzante.

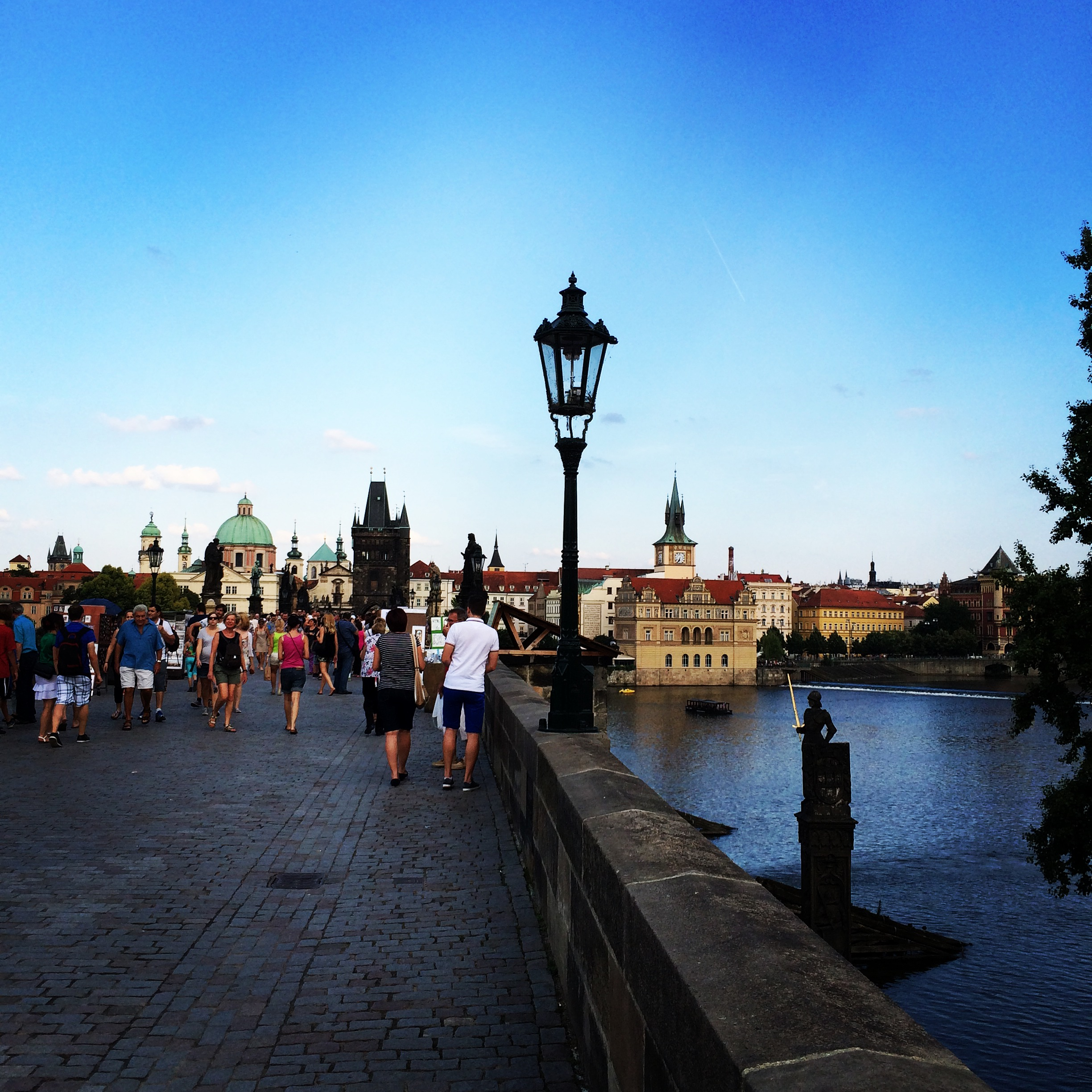
Il Ponte Carlo

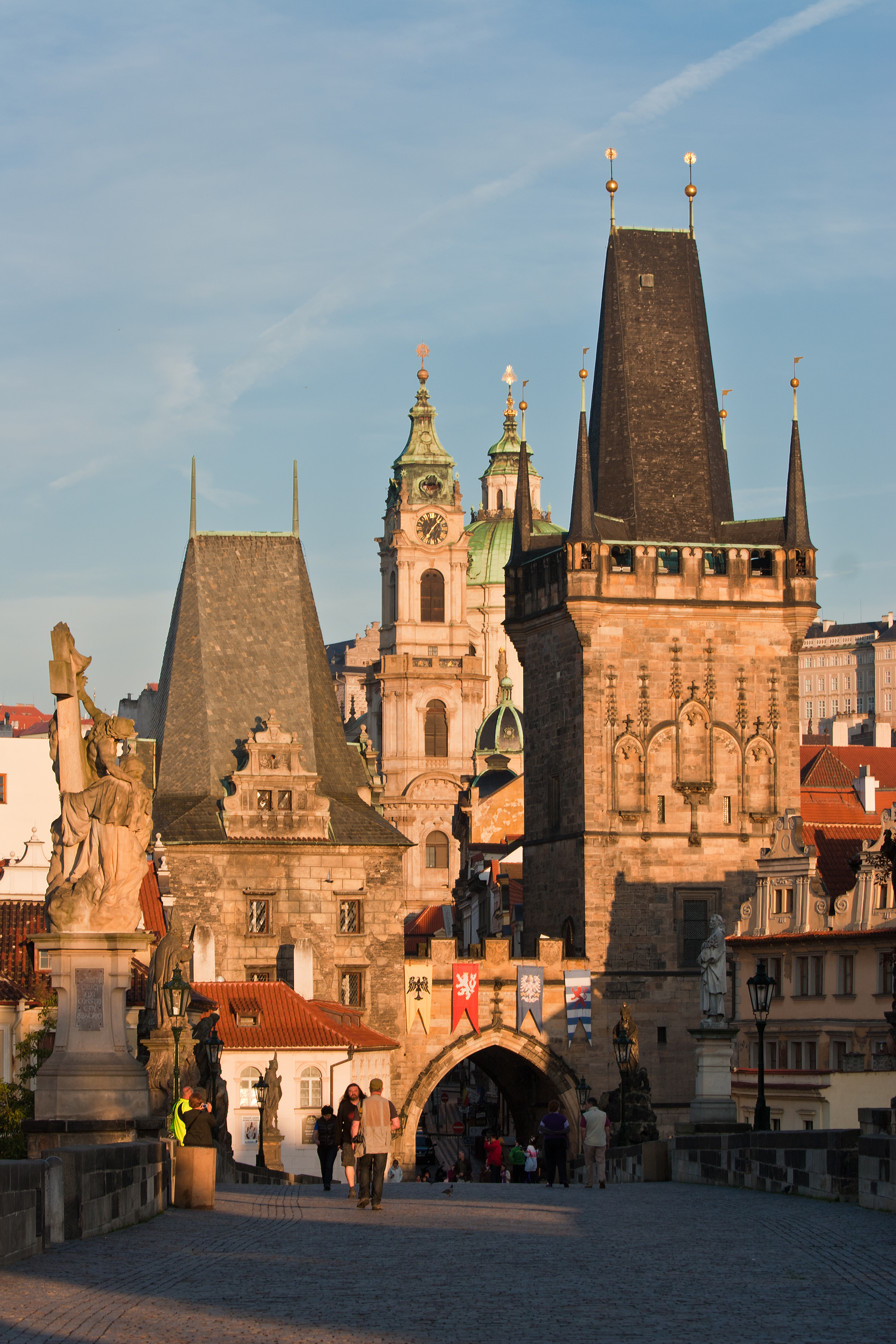
Torri del ponte Carlo di Malá Strana (Malostranské mostecké věže).

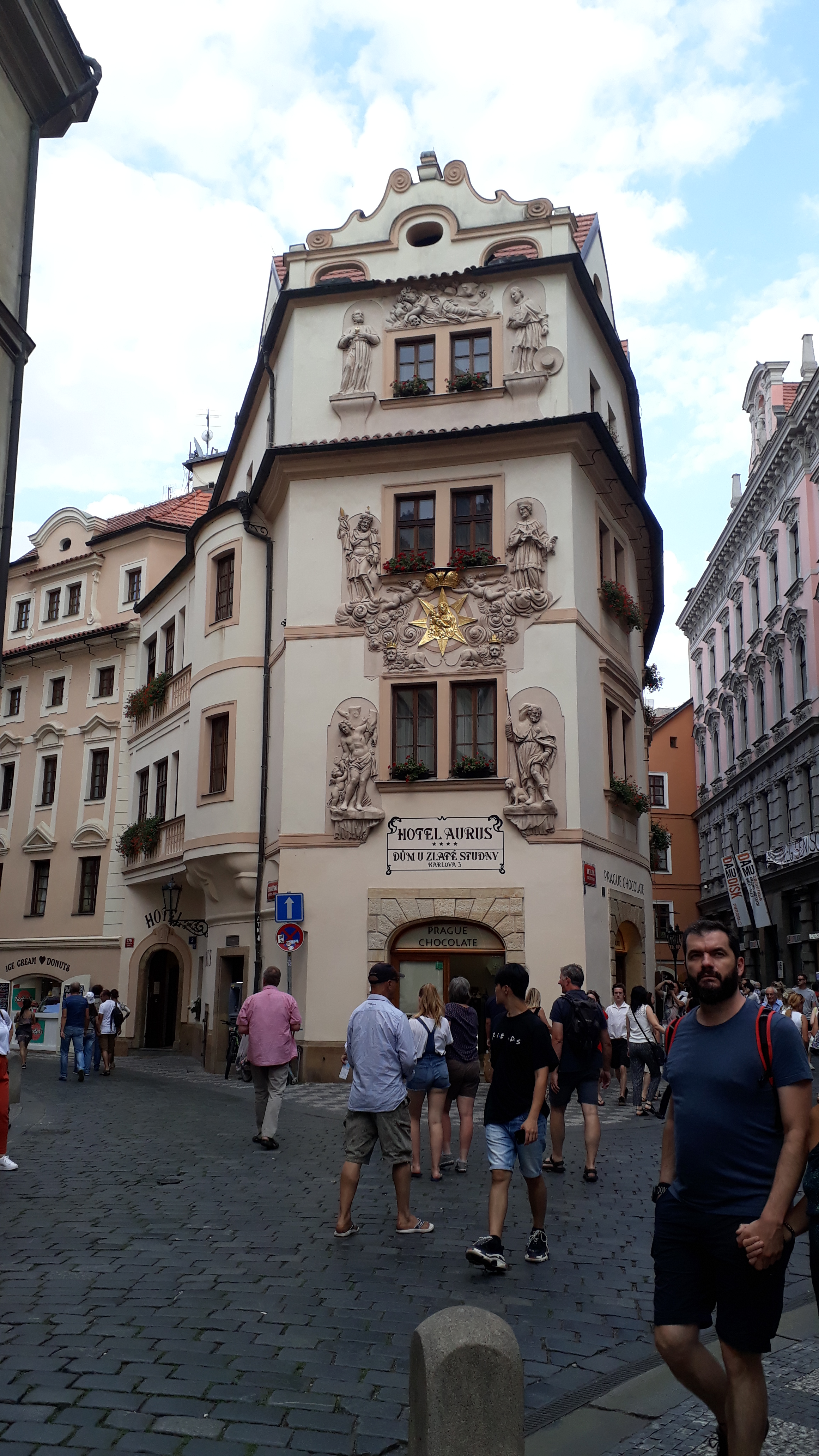
Casa "Al pozzo d'oro" (dům U Zlaté studně) sulla via Karlova.

Praga è un tradizionale centro culturale, ospita molti teatri, teatri dell'opera, sale da concerto, gallerie e club musicali. È anche sede dei più importanti uffici e istituzioni della Repubblica Ceca, tra cui la sede della Presidenza, del Governo, e di entrambe le case del Parlamento.

### Istruzione e ricerca
La città è sede di sette fra università e collegi, a partire dall'Università Carolina (Univerzita Karlova), fondata nel 1348, prima università del Sacro Romano Impero Germanico e dell'Europa centrale in generale.
La seconda più antica università è il Politecnico di Praga fondato nel 1707. La Scuola superiore di economia di Praga e l'Università di chimica e tecnologia di Praga sono state fondate nel XX secolo.
L'educazione superiore artistica è affidata all'Accademia di arti musicali, al Conservatorio di Praga, all'Accademia di belle arti di Praga e alla Scuola di arti applicate di Praga.
A Praga hanno sede anche l'Accademia delle scienze della Repubblica Ceca e la Biblioteca nazionale della Repubblica Ceca, che è ospitata nel Clementinum.

### Letteratura
(Johannes Urzidil)
Nella sua storia Praga ha abbracciato molti intellettuali di fama internazionale. Il più famoso è sicuramente lo scrittore Franz Kafka, considerato tra i più grandi geni letterari al mondo.
Seguono lo scrittore Milan Kundera, il poeta Jaroslav Seifert (primo ceco a vincere il premio Nobel per la letteratura) e ancora lo scrittore Gustav Meyrink anche se questo di origine austriaca. Altri grandi nomi praghesi, meno conosciuti fuori la Repubblica Ceca, sono: Jaroslav Hašek, Karel Čapek, Josef Škvorecký e Max Brod.
La letteratura di Praga è molto varia. Essa comprende le opere scritte sul territorio praghese anche usando una lingua diversa (come il tedesco di Franz Kafka) nonché quelle scritte da soggetti praghesi anche laddove usassero altre lingue (come il francese di Milan Kundera).
Le più importanti opere della letteratura praghese sono:
- La Metamorfosi; Il Processo; Il Castello; America; Lettera al padre; Lettere a Milena (Franz Kafka);
- Il Golem; L'angelo della finestra d'Occidente; Il volto verde; Il domenicano bianco (Gustav Meyrink);
- L'insostenibile leggerezza dell'essere; Amori ridicoli; La lentezza; L'immortalità; L'identità (Milan Kundera);
- Vestita di luce; Praga e Corona di sonetti; La colonna della peste (Jaroslav Seifert).

I personaggi, di fantasia e non, più importanti della letteratura praghese sono:
- Gregor Samsa de La Metamorfosi;
- Josef K de Il Processo;
- Athanasius Pernath de Il Golem;
- il quartetto Tomáš, Tereza, Sabina e Franz de L'insostenibile leggerezza dell'essere;
- John Dee e il barone Müller de L'angelo della finestra d'Occidente.

### Musei
- Národní galerie ("galleria nazionale")
- Galleria Rudolfinum
- Museo Smetana
- Museo nazionale (Národní muzeum)
- Museo dell'Esercito di Žižkov
- Lapidario del Museo nazionale, Praga 7 - Holešovice
- Museo Franz Kafka
- Museo ceco della musica, Praga 1 - Karmelitská 1
- Museo delle arti decorative
- Sex Machines Museum

### Musica e teatri
Fra i principali teatri cittadini ci sono il Teatro Nazionale (Národní Divadlo) e il Teatro degli Stati (Stavovské, Tylovo o Nosticovo divadlo), dove si tennero le prime di due opere di Mozart: il Don Giovanni e La clemenza di Tito.
Le maggiori istituzioni musicali sono l'Orchestra Filarmonica Ceca, che si esibisce nel Rudolfinum, e l'Orchestra Sinfonica di Praga, che tiene i suoi concerti nella Casa Municipale. L'Opera di Stato (Státní opera) mette in scena i propri spettacoli al Teatro Smetana.

### Ristoranti
- U Fleků
- U Golema

### Media

#### Radio
La città ospita gli studi di Radio Free Europe e quello di Bratři v triku.
Durante gli anni della guerra fredda dalla città trasmetteva Radio Praga, l'emittente in lingua italiana del Comintern, gestita da comunisti italiani, in parte latitanti ed esuli.

## Esoterismo

### Praga magica
Praga è considerata la "capitale della magia". Essa rappresenta uno dei vertici del Triangolo di Magia Bianca, insieme alle città di Lione e Torino. La città è stata costruita con una pianta che rivelasse un po' dappertutto dei collegamenti tra il mondo terreno e divino.
Le vie di Praga per secoli sono state trafficate da maghi, alchimisti, astronomi e astrologi. Tale raduno di personaggi fu fortemente voluto da Rodolfo II, durante il suo impero tra il XVI e il XVII secolo, allo scopo di scoprire i misteri dell'occulto ed entrare in possesso della conoscenza segreta.
Ancora oggi, a seguito di conoscenze tramandate di generazione in generazione, a Praga sono presenti molti astrologi ma soprattutto operatori dell'occulto specializzati in particolar modo nella pratica della magia bianca.

### Luoghi e monumenti esoterici
Le vie di Praga pullulano di esoterismo e misteri. La città è gonfia di simboli magici e significati occulti. I luoghi e i monumenti maggiormente avvolti nella storia esoterica di Praga sono:
- Vicolo dell'Oro: antica via in cui venivano condotti esperimenti e studi dalla maggior parte degli alchimisti e maghi radunati da Rodolfo II. Secondo alcuni, invece, in tale vicolo risiedevano le guardie del castello mentre alchimisti e maghi nel quartiere di Mala Strana[25];
- Ponte Carlo;
- Orologio Astronomico;
- Isola di Kampa: piccola isoletta ritenuta zona templare e nella quale è presente l'edificio del Gran Maestro dell'Ordine di Malta;
- Quartiere ebraico: zona storica della città dove, secondo la leggenda, venne creato il Golem;
- Via Nerudova di Nove Mesto: via dove albergano antichi palazzi, botteghe e locali aventi portoni su cui sono incisi molteplici simboli esoterici.
- roundel del distretto municipale di Vinoř: scoperta negli anni Ottanta durante gli scavi di un oleodotto del petrolio e del gas, si tratta della struttura architettonica più antica d'Europa, datata tra il 4.600 e il 4.900 a.C. Solamente nel 2022 lo scavo è stato riportato alla luce in tutta la sua estensione. Il complesso è un disco circolare di 55 metri di diametro, che presenta inusualmente tre ingressi al pianterreno. Risalente all'Età della pietra, risente della cultura della ceramica decorata a punzone ed era probabilmente adibito a scopi commerciali o cultuali.[26][27]

## Geografia antropica

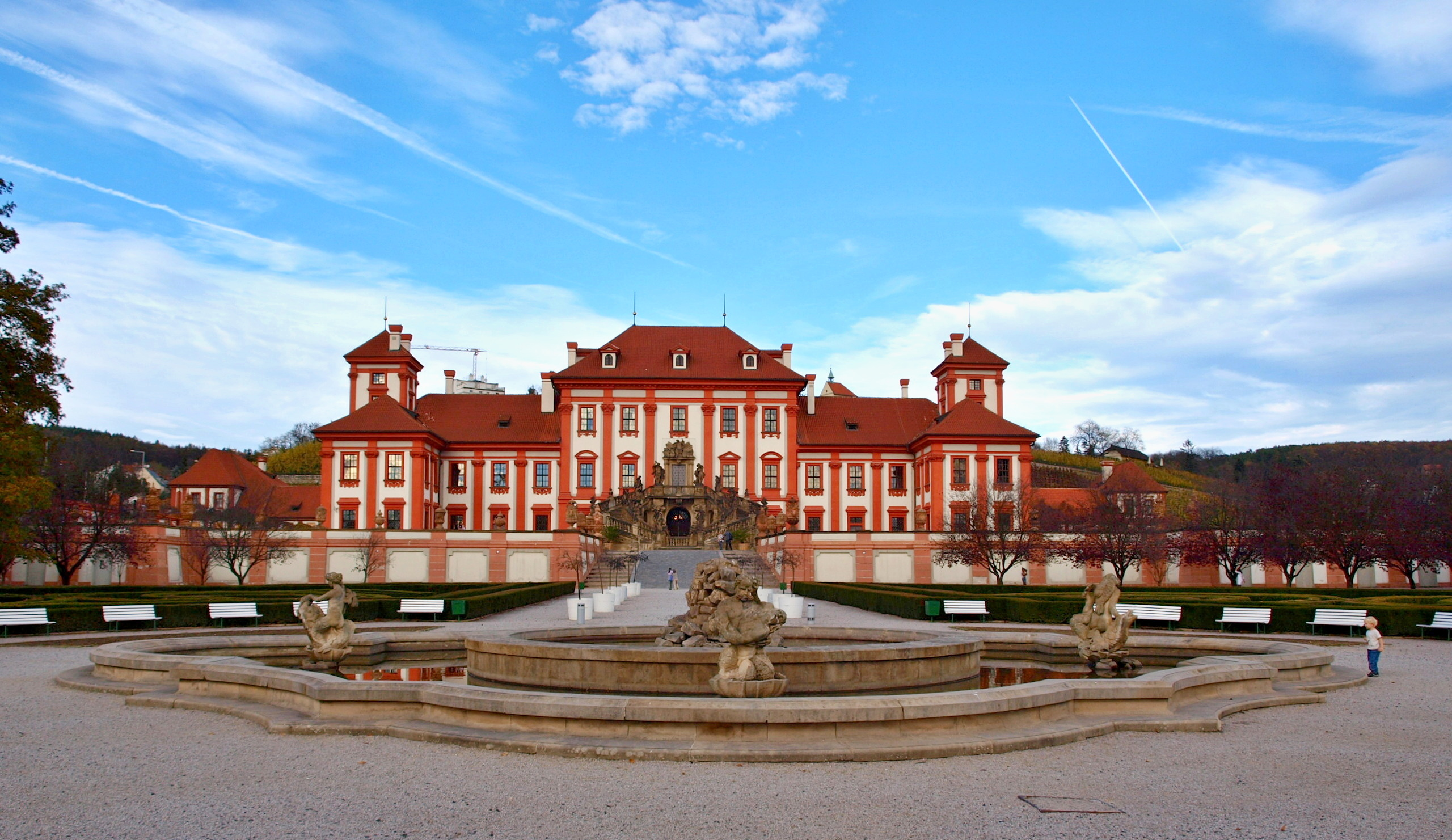
Il Castello di Troja, nell'omonimo distretto.

### Suddivisione amministrativa
Praga si suddivide in 22 distretti amministrativi i quali si suddividono in 36 distretti municipali nel suburbio e in 110 quartieri catastali (detti anche aree catastali) nel centro cittadino.

#### Distretti amministrativi
Praga 1 · Praga 2 · Praga 3 · Praga 4 · Praga 5 · Praga 6 · Praga 7 · Praga 8 · Praga 9 · Praga 10 · Praga 11 · Praga 12 · Praga 13 · Praga 14 · Praga 15 · Praga 16 · Praga 17 · Praga 18 · Praga 19 · Praga 20 · Praga 21 · Praga 22

#### Distretti municipali
Běchovice – Benice – Březiněves – Čakovice – Ďablice – Dolní Chabry – Dolní Měcholupy – Dolní Počernice – Dubeč – Kbely – Klánovice – Koloděje – Kolovraty – Královice – Křeslice – Kunratice – Libuš – Lipence – Lochkov – Lysolaje – Nebušice – Nedvězí – Petrovice – Přední Kopanina – Řeporyje – Satalice – Slivenec – Suchdol – Šeberov – Štěrboholy – Troja – Újezd u Průhonic – Velká Chuchle – Vinoř – Zbraslav – Zličín

#### Quartieri catastali
Běchovice – Praga – Bohnice – Braník – Břevnov – Březiněves – Bubeneč – Čakovice – Černý Most – Chodov – Cholupice – Čimice – Ďáblice – Dejvice – Dolní Chabry – Dolní Měcholupy – Dolní Počernice – Dubeč – Háje – Hájek – Hloubětín – Hlubočepy – Hodkovičky – Holešovice – Holyně – Horní Měcholupy – Horní Počernice – Hostavice – Hostivař – Hradčany – Hrdlořezy – Jinonice – Josefov (Quartiere Ebraico) – Kamýk – Karlín – Kbely – Klánovice – Kobylisy – Koloděje – Kolovraty – Komořany – Košíře – Královice – Krč – Křeslice – Kunratice – Kyje – Lahovice – Letňany – Lhotka – Libeň – Liboc – Libuš – Lipany – Lipence – Lochkov – Lysolaje – Malá Chuchle – Malá Strana (Piccolo Quartiere) – Malešice – Michle – Miškovice – Modřany – Motol – Nebušice – Nedvězí – Nové Město (Città Nuova) – Nusle – Petrovice – Písnice – Pitkovice – Podolí – Přední Kopanina – Prosek – Radlice – Radotín – Řeporyje – Řepy – Ruzyně – Satalice – Sedlec – Slivenec – Smíchov – Sobín – Staré Město (Città Vecchia) – Štěrboholy – Stodůlky – Strašnice – Střešovice – Střížkov – Suchdol – Točná – Třebonice – Třeboradice – Troja – Uhříněves – Újezd nad Lesy – Újezd u Průhonic – Veleslavín – Velká Chuchle – Vinohrady – Vinoř – Vokovice – Vršovice – Vyšehrad – Vysočany – Záběhlice – Zadní Kopanina – Zbraslav – Žižkov – Zličín

## Economia
Il Prodotto interno lordo pro capite di Praga è circa il doppio rispetto a quello dell'intera Repubblica Ceca, essendo pari a 42200 € (circa 898000 Kč), dati del 2009. La città si sta inoltre affermando come sede di direzioni europee di numerose compagnie multinazionali.
Dalla fine degli anni novanta Praga è diventata un'apprezzata località cinematografica per produzioni internazionali e, in particolare, hollywoodiane. Differentemente da altre città d'Europa, infatti, Praga non ha subito gravi danni durante la seconda guerra mondiale, ed è dunque stata utilizzata anche per riprodurre altre città europee in periodi precedenti la guerra, tra cui Berlino, Vienna e Londra. Una combinazione di architettura, bassi costi, sgravi fiscali e di preesistenti infrastrutture cinematografiche ha reso la città attraente per le compagnie di produzione cinematografica.

## Infrastrutture e trasporti

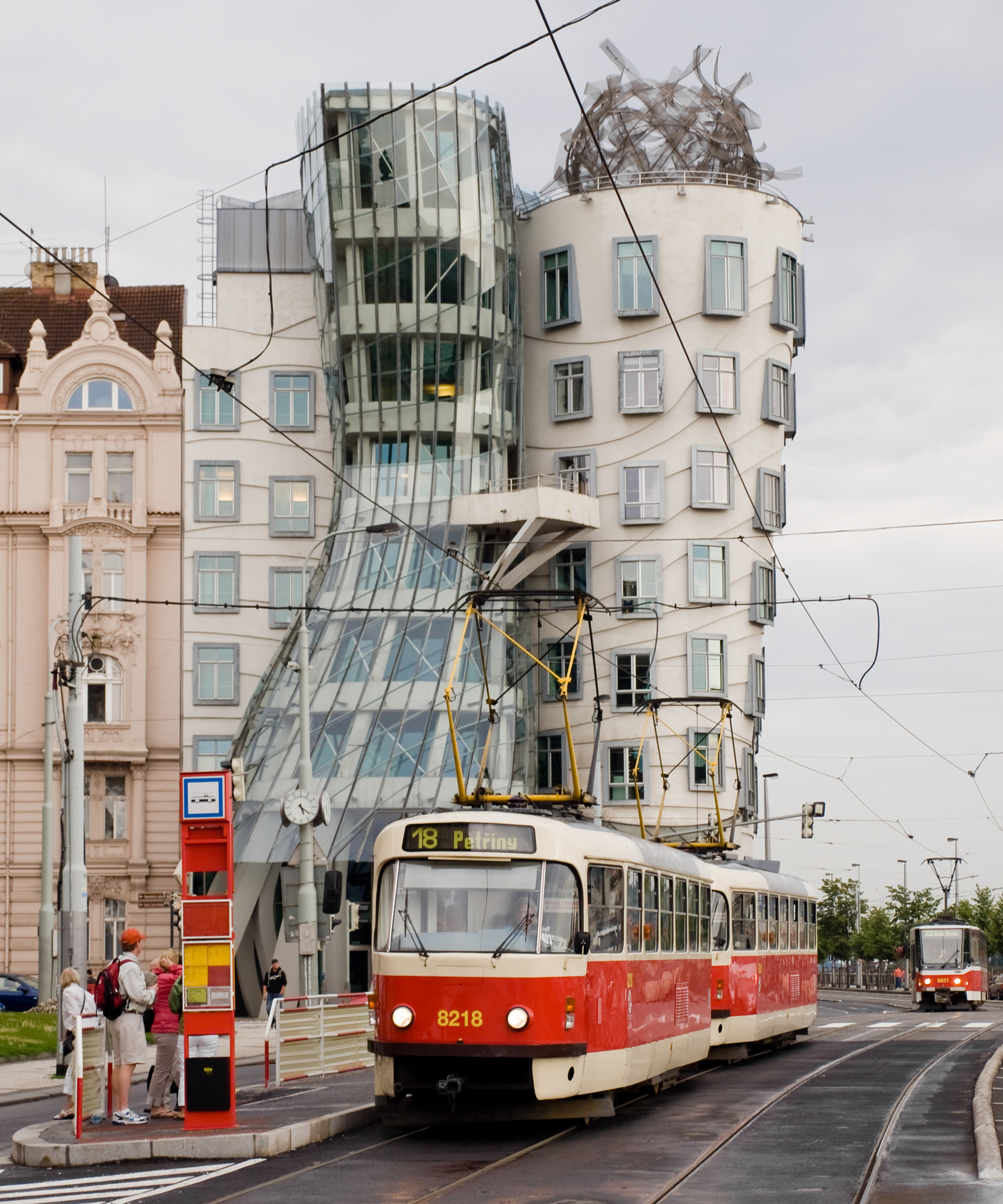
Un tram Tatra T3.

Mappa della metropolitana.

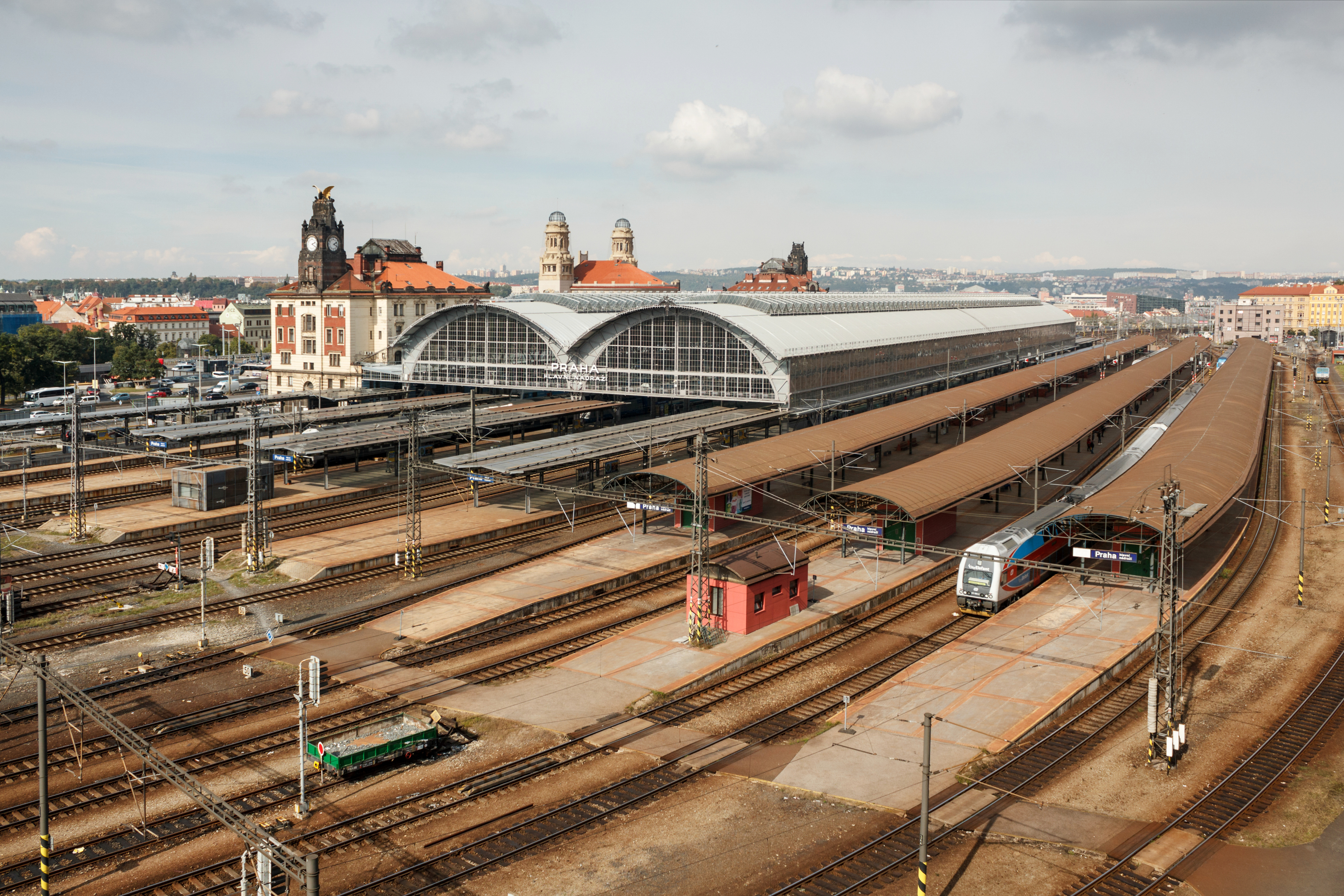
La stazione centrale.

Il trasporto pubblico di Praga è utilizzato regolarmente dai due terzi della popolazione cittadina e serve la maggior parte della città e della periferia. Tutti i mezzi hanno una capillarità e una precisione notevole e questo rende l'utilizzo dell'automobile quasi inutile per gli spostamenti all'interno del perimetro urbano della capitale ceca.
L'infrastruttura dei trasporti pubblici consiste in: 
- tre linee sotterranee della metropolitana (linea A, B e C), per un totale di 61 stazioni;
- oltre 140 chilometri (dati 2010) di binari in funzione di tram, per un totale di circa 30 linee tra tram diurni e notturni, incluso il "tram nostalgico" numero 91;
- centinaia di linee di autobus cittadini e collegamenti su gomma nazionali e internazionali prevalentemente dalla stazione di Florenc;
- due stazioni ferroviarie internazionali (la stazione centrale e quella di Holešovice), due nazionali (Masarykovo nádraží e Nádraží Praha Smíchov) e diverse altre stazioni minori;
- una funicolare per la collina di Petřín;
- una seggiovia presso lo zoo di Praga;
- tre linee di traghetti che navigano la Moldava.

Tutti i servizi hanno in comune un solo e unico sistema di biglietto integrato (PID) del costo di circa 1,50 euro per la durata di 90 minuti oppure di prezzo ridotto per percorsi più brevi. Oltre a questo biglietto standard è possibile acquistare biglietti di durata più o meno limitata (24 ore, 72 ore) per arrivare fino all'abbonamento annuale.
Per gli ultrasettantenni il servizio pubblico, tram e metro, è totalmente gratuito, un documento di identità valido è sufficiente.
È in servizio un sistema di ferrovie suburbane, detto "Esko".
Praga è servita dall'aeroporto di Václav Havel, che è l'hub della compagnia Smartwings ed è stato l'hub della compagnia di bandiera, CSA Czech Airlines.

## Amministrazione

### Gemellaggi
Praga è gemellata con:
- Limassol (Cipro);
- Amburgo, dal 1990 (Germania);
- Chicago, dal 1990 (USA);
- Francoforte sul Meno, dal 1990 (Germania);
- Norimberga, dal 1990 (Germania);
- San Pietroburgo, dal 1991 (momentaneamente sospeso, causa sanzioni - Russia);
- Phoenix, dal 1992 (USA);
- Berlino, dal 1995 (Germania);
- Mosca, dal 1995 (momentaneamente sospeso, causa sanzioni - Russia);
- Kyōto, dal 1996 (Giappone);
- Parigi, dal 1997[31] (partenariato non gemellaggio - Francia);
- Ferrara, dal 2000 (Italia);
- Bruxelles, dal 2003 (Belgio);
- Teramo, dal 2005 (distretto 7 - Italia);
- Monza, dal 2009 (Italia);
- Lecce, dal 2011 (distretto 9 - Italia);
- Napoli, dal 2013 (Italia);
- Birmingham (Regno Unito);
- Bratislava (Slovacchia);
- Gerusalemme (Israele);
- Helsinki (Finlandia);
- Lisbona (Portogallo);
- Roma[31] (partenariato non gemellaggio - Italia);
- Seul (Corea del Sud);
- Taipei, dal 2001 (Taiwan);
- Terni (Italia);
- Torino (Italia);
- Trento (Italia);
- Vienna (Austria).

## Sport

### Calcio
Praga è sede di molte società di calcio; al 2018 giocano nella 1. liga lo Sparta Praga, squadra più titolata del campionato ceco, che gioca nello Generali Arena, i rivali dello Slavia Praga che giocano nello Eden Aréna, il Dukla Praga, noto per il suo glorioso passato, che gioca nello Stadio Juliska e il Bohemians 1905 che gioca nello Stadio Ďolíček. Nella seconda serie gioca il Viktoria Žižkov, mentre l'Aritma Praga e il FC Zličín militano nella quarta serie ceca.
È la città di nascita del noto allenatore Zdeněk Zeman.

### Football americano

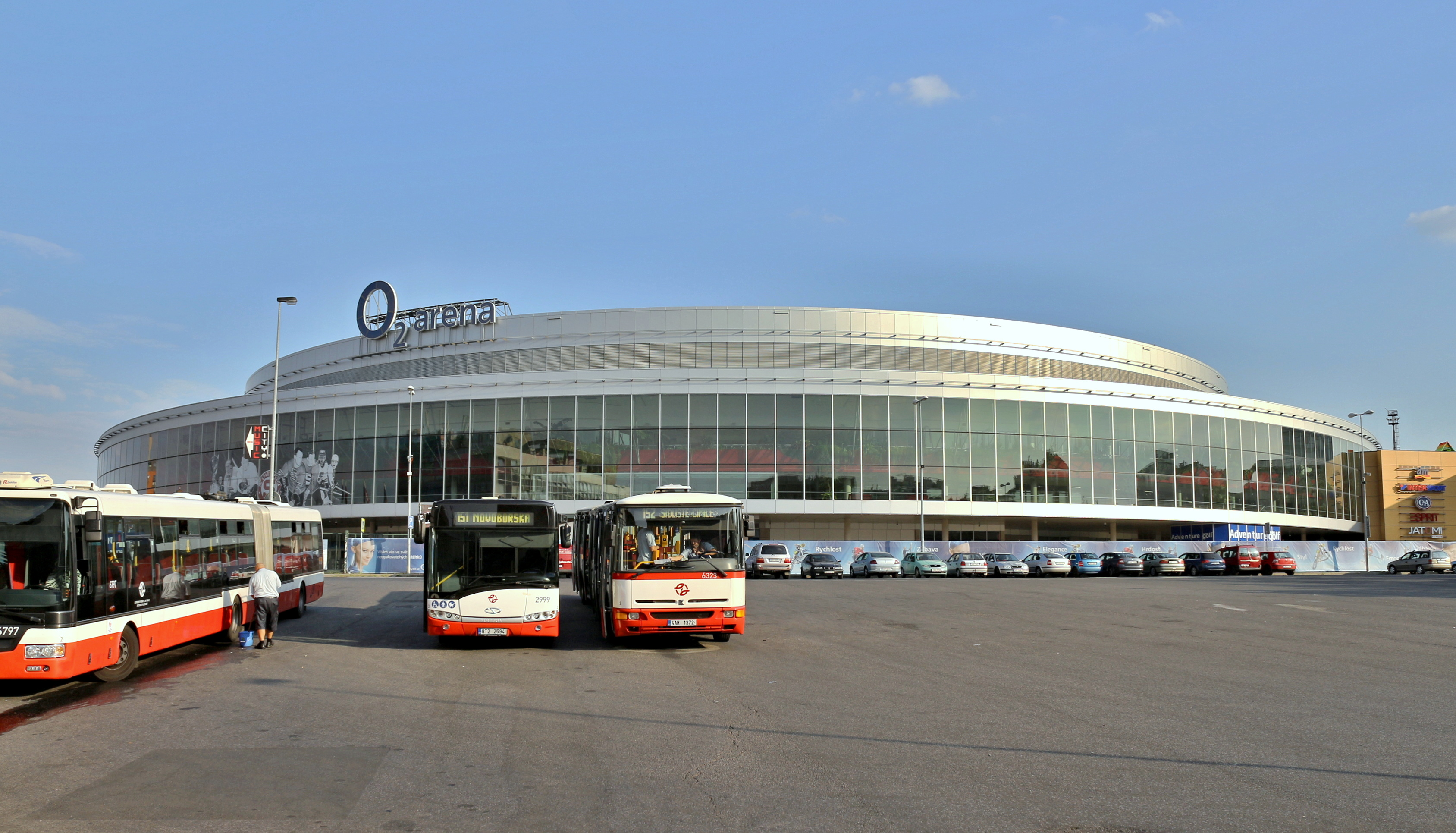
O2 Arena.

Praga è rappresentata nel football americano da diverse società:
- Prague Black Panthers, nati dalla fusione di Prague Panthers e Prague Black Hawks, annoverano nel loro palmarès un totale di 17 titoli nazionali e una EFAF Cup; i Black Hawks, a loro volta, hanno vinto due titoli nazionali.
- Prague Lions, vincitori di 4 titoli nazionali.
- Prague Harpies, team femminile.
- Prague Hippos, militanti in Division II.
- Prague Mustangs, militanti in Division III.
- Prague Wolf Pack.
- Prague Béčko.

### Hockey su ghiaccio
Importanti società di hockey su ghiaccio sono lo Sparta Praga e lo Slavia Praga, partecipanti stabili al campionato nazionale di questo sport. Nella Kontinental Hockey League ha militato invece il Lev Praga.

### Sci di fondo
A Praga sono state organizzate alcune gare di sci di fondo valide per la relativa Coppa del Mondo.

### Impianti sportivi
Tra i principali impianti sportivi vi sono: Eden Aréna (nota anche come SynotTip Arena), O2 Arena e Generali Arena.
Importanti avvenimenti sportivi la Prague International Marathon e la Mystic SK8 Cup.

### Candidature olimpiche
Praga è stata candidata per le Olimpiadi del 2016, assegnate poi a Rio de Janeiro.

## Praga nei media

### Letteratura
- Tra i molti romanzi ambientati a Praga si possono citare Il Golem di Gustav Meyrink, L'insostenibile leggerezza dell'essere di Milan Kundera, Il cimitero di Praga di Umberto Eco, e tanti altri. La poesia di Berthold Brecht Canzone della Moldava cita la città e il suo fiume.

### Cinema
- Il film Amadeus di Miloš Forman del 1984 è stato girato per la maggior parte a Praga.
- La parte iniziale del film Mission: Impossible è ambientata a Praga e precisamente sull'isola di Kampa.
- Diverse scene del film xXx di Rob Cohen, con protagonista Vin Diesel, si svolgono a Praga.

### Musica
- Il videoclip della canzone Incantevole dei Subsonica vede protagonisti un ragazzo ed una ragazza, innamorati, in vacanza a Praga. Nonostante vedano piovere meteoriti, continuano a riprendersi felicemente tra le vie della capitale ceca con la tecnica della camera a mano, noncuranti di ciò che avviene attorno a loro.
- Il videoclip della canzone Numb dei Linkin Park è stato in parte girato a Praga.

### Fumetto e animazione
- Il fumetto italiano Dampyr ha posto Praga (e per la precisione l'isola di Kampa) come base operativa dei suoi protagonisti: nei primi cento numeri, sono almeno otto gli albi in cui l'ambientazione principale è proprio questa città. Inoltre sono stati descritti più o meno approfonditamente la Battaglia della Montagna Bianca, la leggenda del Golem e del Cavaliere Dalibor di Kozojed, il cui fantasma suona ancora il violino nella torre Daliborka, e l'alluvione del 2002.
- Praga compare nell'anime e nel manga Mobile Suit Victory Gundam, dove però è curiosamente ribattezzata "Woowig".

### Videogiochi
- Nel videogioco Call of Duty: Modern Warfare 3 Praga è uno degli scenari di conflitto durante la terza guerra mondiale.
- Nel videogioco Broken Sword 3 - Il sonno del drago Praga è una delle città presenti.
- Nel videogioco Deus Ex: Mankind Divided la città è vittima di attentati terroristici dovuti ai potenziati cibernetici. Possono essere visitate alcune parti, tra le quali la città vecchia dal protagonista di Deus Ex: Human Revolution, Adam Jensen nell'anno 2027, tre anni dopo gli eventi di Deus Ex: Human Revolution.